# Giáo hoàng Marcellô II
Marcellô II (Latinh: Marcellus II) là vị giáo hoàng thứ 222 của giáo hội công giáo. Theo niên giám tòa thánh năm 1806 thì ông đắc cử Giáo hoàng năm 1555 và ở ngôi Giáo hoàng trong 21 ngày. Niên giám tòa thánh năm 2003 xác định ông đắc cử Giáo hoàng ngày 9 tháng 4 năm 1555, ngày khai mạc chức vụ mục tử đoàn chiên chúa là ngày 10 tháng 4 năm 1555 và ngày kết thúc triều đại của ông là ngày 1 tháng 5 năm 1555.
Giáo hoàng Marcellus sinh tại Montepulciano ngày 6 tháng 5 năm 1501 với tên thật là Marcello Cervini. Sau khi Giáo hoàng Jules III qua đời, hồng y Cervini được bầu lên kế vị. Ông là vị Giáo hoàng cuối cùng giữ lại tên thánh rửa tội. Tại công đồng Trentô, ông đã đóng dấu ấn đặc biệt với tư cách là đặc sứ của Giáo hoàng,
Ông ghi dấu ấn khắc khổ và cương trực của mình trên giáo triều của ông. Ông quan tâm đặc biệt đến dân tộc Nga và Mông Cổ. Tuy nhiên triều đại của ông quá ngắn, chỉ kéo dài trong hơn 20 ngày nên ông không làm được việc gì như lòng mong muốn. Lòng bác ái và tư cách đạo đức của ông rất nổi bật. Ông quá chống lại tính cách gia đình trị đến độ cấm những người thân của mình đến Rôma.